# Sowilo
| Nombre            | Protonórdico    | Anglosajón  | Nórdico antiguo | Nórdico antiguo |
| Nombre            | *Sōwilō         | Siȝel       | Sol             | Sol             |
| Nombre            | "el Sol"        |             |                 |                 |
| Forma             | Futhark antiguo | Futhorc     | Futhark joven   | Futhark joven   |
| Forma             |                 |             |                 |                 |
| Unicode           | ᛊ U+16CA        | ᛋ U+16CB    | ᛋ U+16CB        | ᛌ U+16CC        |
| Transliteración   | s               | s           | s               | s               |
| Transcripción     | s               | s           | s               | s               |
| Sonido FIA        | [s]             | [s]         | [s]             | [s]             |
| Puesto alfabético | 16              | 16          | 11              | 11              |
| Ætt               | Ætt de Odín     | Ætt de Odín | Ætt de Odín     | Ætt de Odín     |

*Sôwilô o *saewelô es el nombre protonórdico, reconstruido lingüísticamente, de la runa que equivale a la «s» en el alfabeto futhark antiguo. Los nombres anglosajón y nórdico antiguo de la runa en el futhorc y el futhark joven son sigel y sól, respectivamente. El significado de todos los nombres es "Sol", como queda registrado en los tres poemas rúnicos. El mismo significado tiene la letra equivalente del alfabeto gótico, 𐍃, que se llama saul.

## Etimología
Las palabras germánicas para "Sol" tienen la peculiaridad de alternar entre los temas -l- y -n-; por un lado está la palabra protonódica *sunnon  (que originaría sunne en inglés antiguo y sunna del nórdico antiguo, anglosajón antiguo y alto alemán) y, por otro lado, está *sôwilô o *saewelô (que daría el inglés antiguo siȝel (/ˈsi.jel/), el nórdico antiguo sol y el idioma gótico sauil). 
Esto es una continuación de la alternancia que había en el protoindoeuropeo con *suwen- y *sewol- (el avéstico xweng vs. el latín sol, el griego helios y el sánscrito suria); solamente queda esta arcaica flexión heteroclítica en las lenguas anatolias.

## Historia

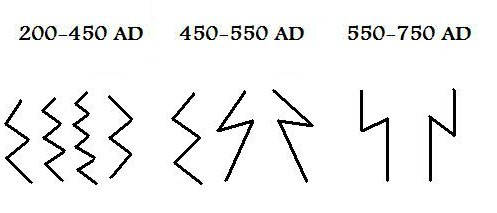
Evolución de la runa durante los siglos en los que se usó el futhark antiguo.

### Futhark antiguo
Aparecen registradas dos variantes de la runa *sowilo en el futhark antiguo, una con forma similar a la griega sigma Σ (cuatro trazos), que predomina en las inscripciones más antiguas (entre los siglos III y V), por ejemplo, en la piedra de Kylver. Y otra similar a la S (tres trazos), que es más abundante en las inscripciones posteriores (entre los siglos V y VII), por ejemplo, en la inscripción de los cuernos de oro de Gallehus, Seeland-II-C).
Casualmente la letra equivalente a la s del alfabeto protocananeo, šin, de la cual derivarán las letras de los alfabetos itálicos que posteriormente inspirarán las runas, también debía su nombre al Sol, shamash.

### Futhark joven y futhorc anglosajón
La runa sol del futhark joven y la anglosajona sigel tienen la misma forma, una versión rotada de la última variante de la runa del futhark antiguo, con el trazo medio inclinado transversalmente y los trazos inicial y final verticales. El nombre de la versión anglosajona sigel en el inglés medio se escribía siȝel, que fonológicamente es sījel /si:jel/ (proveniente de *sæwel).

Runa sowilo del futhark antiguo inicial, variante de 4 trazos.
Runa sowilo del futhark antiguo posterior, variante de 3 trazos.
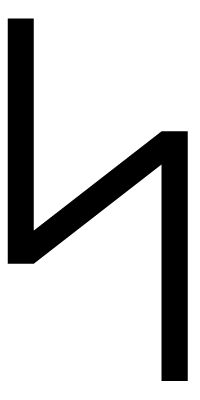
Runa sigel / sol del futhorc y futhark joven.
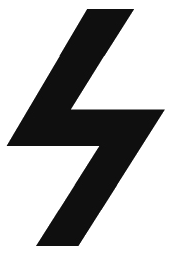
La versión oblicua usada en las insignias nazis es una variación moderna de la runa.

### Poemas rúnicos
Los nombres de las runas aparecen en los tres poemas rúnicos conocidos:
| Poema rúnico: | Traducción: |
| Noruego antiguo Sól er landa ljóme; lúti ek helgum dóme.                                                                 | El Sol es la luz del mundo; Yo me inclino ante el designio divino. |
| Islandés antiguo Sól er skýja skjöldr ok skínandi röðull ok ísa aldrtregi. rota siklingr.                                | El Sol es el escudo de las nubes y un rayo luminoso y el destructor del hielo.                                                                                           |
| Anglosajón Sigel semannum symble biþ on hihte, ðonne hi hine feriaþ ofer fisces beþ, oþ hi brimhengest bringeþ to lande. | El sol es siempre una alegría en la esperanza de los marineros cuando viajan sobre el baño de los peces, hasta que la corriente de las profundidades les lleva a tierra. |

## Usos modernos

### Runas Armanen
La runa sig de las runas Armanen de Guido von List está libremente inspirada en la runa sigel, aunque se le cambia el significado, pasando de representar al Sol a la diosa victoria (en alemán Sieg), de tal forma que al asociarse esta runa "sig" a "tyr", la runa siguiente en el alfabeto, unidas simbolizan ambas a Sigtýr, uno de los nombres de Odín.

### Simbología nazi

Emblema de las Schutzstaffel con dos runas sig.

Las runas del alfabeto creado por List fueron adaptadas y modificadas por Karl Maria Wiligut, que fue el responsable de su adopción por el misticismo del partido nazi y su posterior uso en las insignias y documentos del Tercer Reich. El más famoso ejemplo es el uso de la runa como insignia de las SS.

### Neopaganismo germánico
La runa sowilo también es usada en la simbología de los cultos neopaganos nórdicos, particularmente los adheridos a Ásatrú.